# 宮瀬博文
宮瀬 博文（みやせ ひろふみ、1971年4月11日 - ）は、千葉県君津市出身のプロゴルファー。アイ・エー・エス・エス所属。

## 略歴
- 1978年 - 7歳   父に練習場へ連れていかれ、初めてクラブを振る。
- 1985年 - 14歳  関東ジュニアでの好成績を契機に内弟子入りを決意、その為に中学を転校する。
- 1986年 - 15歳  中学卒業と同時に鹿野山GCの研修生となる[1][2]。
- 1989年 - 18歳  プロデビュー。
- 1992年 - 21歳  史上最年少（当時）で賞金シードを獲得。
- 1997年 - 26歳  札幌とうきゅうオープン（現サン・クロレラクラシック）でツアー初優勝。
- 2000年 - 29歳 2勝を挙げ、自己最高の賞金ランク6位。しかし、その後は、腰痛、右ヒザ半月板損傷での手術と故障で悩まさせる。
- 2003年 - 32歳 春先に2勝を挙げ、複数年シードを得て賞金ランク9位。
- 2004年 - 33歳 アメリカPGAツアーに初参戦、しかし振るわずシードには届かなかった。
- 2005年 - 34歳 帰国後はスウィングを壊し日本国内ツアーでも絶不調で、賞金ランク94位に終わり、14年ぶりにシード権を失う。
- 2007年 - 36歳 中日クラウンズで谷口徹とのプレーオフを制して復活優勝を果たした。

## 優勝歴

### 日本ツアー (7)
| 勝数       |
| ツアー (7) |

| No. | 日時           | 大会                              | 優勝スコア            | 打差       | 2位                    |
| --- | -------------- | --------------------------------- | --------------------- | ---------- | ---------------------- |
| 1   | 1997年6月15日  | 札幌とうきゅうオープン            | -13 (67-70-66-72=275) | 5打差      | 飯合肇                 |
| 2   | 1999年11月14日 | 住友VISA太平洋マスターズ          | -14 (66-70-69-69=274) | プレーオフ | D・クラーク／ 川岸良兼 |
| 3   | 2000年5月28日  | 三菱自動車トーナメント            | -8 (70-69-68-69=276)  | プレーオフ | 谷口徹                 |
| 4   | 2000年10月8日  | 東海クラシック                    | -12 (70-70-70-66=276) | 1打差      | 谷口徹                 |
| 5   | 2003年4月27日  | つるやオープン                    | -14 (68-62-70-70=270) | プレーオフ | 兼本貴司／ 佐々木久行  |
| 6   | 2003年5月25日  | マンシングウェアオープンKSBカップ | -13 (67-71-69-68=275) | 3打差      | S・K・ホ               |
| 7   | 2007年4月29日  | 中日クラウンズ                    | -2 (67-70-70-71=278)  | プレーオフ | 谷口徹                 |

### プレーオフ記録 (4-2)
| No. | 年     | 大会                              | 対戦相手               | 内容                                                                    |
| --- | ------ | --------------------------------- | ---------------------- | ----------------------------------------------------------------------- |
| 1   | 1994年 | マルマンオープン                  | D・イシイ／ 芹澤信雄   | 優勝 - D・イシイ - MARUMAN OPEN 1994 ： Japan Golf Tour                 |
| 2   | 1999年 | ジーン・サラゼン ジュンクラシック | 飯合肇                 | 優勝 - 飯合肇 - Gene Sarazen Jun Classic 1999 ： Japan Golf Tour        |
| 3   | 1999年 | 住友VISA太平洋マスターズ          | D・クラーク／ 川岸良兼 | 優勝 - 宮瀬博文 - Taiheiyo Masters 1999 ： Japan Golf Tour              |
| 4   | 2000年 | 三菱自動車トーナメント            | 谷口徹                 | 優勝 - 宮瀬博文 - Mitsubishi Morters Tournament 2000 ： Japan Golf Tour |
| 5   | 2003年 | つるやオープン                    | 兼本貴司／ 佐々木久行  | 優勝 - 宮瀬博文 - Tsuruya Open 2003 ： Japan Golf Tour                  |
| 6   | 2007年 | 中日クラウンズ                    | 谷口徹                 | 優勝 - 宮瀬博文 - The Crowns 2007 ： Japan Golf Tour                    |

### その他
- 1990年 - ミズノプロ新人（後援競技）
- 2011年 - 岐阜オープンクラシック（後援競技）

## 出演
- バーディーラッシュ!!（第2シーズン）（2022年1月11日 - 3月22日、BSフジ）